# Herodotia
Herodotia är ett släkte av steklar. Herodotia ingår i familjen fikonsteklar.
Kladogram enligt Catalogue of Life:
| Herodotia | \| \| Herodotia procopii \| \| \| \| \| \| Herodotia subatriventris \| \| \| \| |
|           | \| \| Herodotia procopii \| \| \| \| \| \| Herodotia subatriventris \| \| \| \| |
|           | Herodotia procopii                                                              |
|           |                                                                                 |
|           | Herodotia subatriventris                                                        |
|           |                                                                                 |